# Rhyacophila acutiloba
Rhyacophila acutiloba là một loài Trichoptera trong họ Rhyacophilidae. Chúng phân bố ở miền Tân bắc.